# 伊納漢內湖
59°16′53″N 23°24′36″E / 59.2814°N 23.4100°E

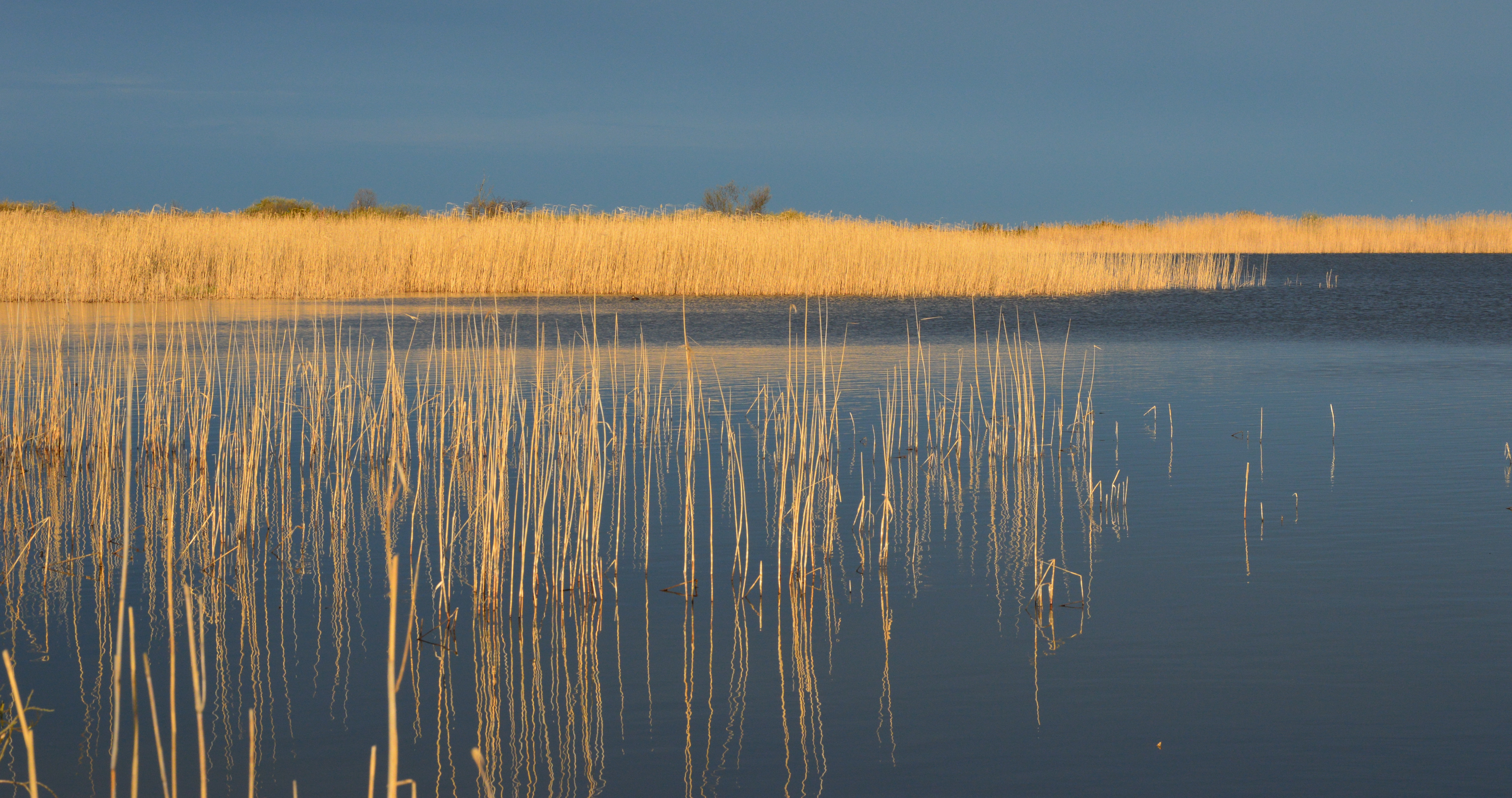

伊納漢內湖，是愛沙尼亞的湖泊，位於該國東南部，由塔爾圖縣負責管轄，長0.6公里、寬0.4公里，面積0.14平方公里，流域面積0.4平方公里，湖岸線長度2.66公里，最大水深0.5米。